# Al-Buwajhi
Al-Buwajhi (arab. البويھي; fr. El Bouihi)  – jedna z 53 gmin w prowincji Tilimsan, w Algierii, znajdująca się w północno-zachodniej części prowincji, około 50 km na południowo zachód od Tilimsan. Od zachodu gmina graniczy z Marokiem. W 2008 roku gminę zamieszkiwało 8705 osób. Numer statystyczny gminy w Office National des Statistiques d'Algérie to 1343.